# Райс, Элмер Леопольд
Элмер Райс (англ. Elmer Rice; настоящее имя Элмер Леопольд Райзенстайн, англ. Elmer Leopold Reizenstein; 28 сентября 1892, Нью-Йорк — 8 мая 1967, Саутгемптон) — американский драматург, режиссёр.

## Биография
Элмер Райс родился в семье евреев — эмигрантов из Венгрии. Закончил Нью-Йоркскую школу права (1912), работал адвокатом. В 1914 году написал первую пьесу «Суд» («Испытание»), где впервые в истории американского театра был использован приём вращающейся сцены. В 1923 году написал экспрессионистскую антиутопическую пьесу «Счётная машина». После этого Райс не занимался экспериментами, обратившись к остросоциальной тематике.
Пьеса «Уличная сцена» (1929) завоевала Пулитцеровскую премию за реалистическое изображение обитателей городских трущоб. Композитор Курт Вайль использовал её в качестве основы для мюзикла (1947). За ней последовала экспрессионистская мелодрама «Подземка» (The Subway, 1929), героиня которой — наивная 18-летняя регистраторша по имени Софи (возможно, в честь Софи Тредуэлл, с чьей пьесой «Машиналь» имеет некоторое сходство) тоскует по красоте, в то время как её повседневная жизнь связана с равнодушными родителями и ежедневными поездками в метро, вызывающими истерику. Она занимается сексом с молодым человеком, который пишет апокалиптическое произведение под названием «Метро». Испытывая вину за свою возможную беременность, она бросается под приближающийся поезд метро. Предметом пьесы «Меж двух миров» (1934) стал идеологический конфликт СССР и США. Райс был первым директором нью-йоркского отделения Федерального театра, но подал в отставку в 1936 году в знак протеста против цензуры в его спектакле «Эфиопия» — о вторжении Муссолини в эту страну.
В 1937 году вернулся на Бродвей. Из поздних пьес наиболее успешной стала «Мечтательница» (1945). Райс написал монографию «Живой театр» (1960) и автобиографическую книгу «Особое мнение» (1964).
Элмер Райс умер в Саутгемптоне (Англия).